# 서신일
서신일(徐神逸, 821년~902년)은 후삼국시대의 인물이며, 이천 서씨의 시조이다.

## 생애
서신일은 시골에 살았는데, 사슴이 집으로 도망하여 그에게 의탁하므로 화살을 뽑고 숨겨주었더니, 사냥꾼이 추격해 왔으나 잡지 못하고 돌아갔다. 꿈에 신인이 나타나 감사하며 말하기를, "그 사슴은 바로 내 아들입니다. 그대 덕분에 죽지 않았으니 공의 자손으로 하여금 대대로 고관대작이 되도록 하겠습니다."하고 약속하였다. 서신일의 나이 80세에 서필을 낳았고, 서필과 손자 서희(徐熙), 증손자 서눌이 고려의 재상이 되었다.
묘는 경기도 이천시 부발읍 산촌리 효양산(孝養山)에 있다.

## 가족
- 부인 : 합천 홍씨(陜川洪氏) 홍찬(洪贊)의 딸
  - 아들 : 서필(徐弼)
  - 며느리 : 평양 황씨(平壤黃氏) 
    - 손자 : 서염(徐廉)
    - 손자 : 서희(徐熙)
      - 증손 : 서눌(徐訥)
      - 증손 : 서유걸(徐惟傑)
      - 증손 : 서유위(徐惟偉)
      - 증손 : 서주행(徐周行)
- 동생 : 서신통(徐新通)
  - 조카 : 서목(徐穆)